# Prins Hendrik Ende Desespereert Nimmer Combinatie Zwolle 2023-2024
Questa voce raccoglie le informazioni riguardanti il  Prins Hendrik Ende Desespereert Nimmer Combinatie Zwolle  nelle competizioni ufficiali della stagione 2023-2024.

## Stagione
La stagione 2023-2024 vede la 23ª partecipazione alla Eredivisie, dopo appena un anno di militanza in Eerste Divisie per il PEC Zwolle, che non conferma in panchina il tecnico Dick Schreuder alla guida nella stagione della promozione. La direzione della squadra viene affidata all'ex allenatore dell'Heerenveen, Johnny Jansen. Il 12 agosto c'è stato l'esordio stagionale per i Blauwvingers, in occasione del match ci campionato contro lo Sparta Rotterdam perso 1-2. Il 27 agosto gli uomini di Jansen trovano i primi tre punti stagionali battendo in casa 1-0 l'Utrecht con un rigore di Ferdy Druijf.
Il 1º novembre lo Zwolle viene eliminato al primo turno di coppa d'Olanda dall'AFC, club militante in Tweede Divisie, per 1-0. Il 2 dicembre il PEC batte 5-0 a domicilio il Volendam, spostandosi così dalla zona calda della classifica. Il 14 gennaio si conclude il girone di andata, con la squadra che pareggia per 2-2 contro l'Heerenveen e naviga a metà classifica. Il 24 febbraio gli uomini di Jansen subiscono una brutta battuta d'arresto, venendo sconfitti in casa dal PSV per sette reti a una e scivolando così all'undicesimo posto in classifica.
Il 6 aprile lo Zwolle ha la meglio sull'Excelsior, per 2-1, interrompendo una serie senza vittorie che durava nove giornate e vincendo lo scontro diretto nella lotta per evitare i play-out. Il 28 aprile, con la vittoria casalinga per 3-1 sull'Heracles Almelo, il PEC Zwolle ottiene la matematica salvezza a tre giornate dal termine del campionato. Il 18 maggio si conclude la stagione dello Zwolle con la sconfitta interna per 2-1 contro il Twente e l'addio del capitano Bram van Polen.

## Maglie e sponsor
Lo sponsor tecnico è Adidas, mentre quello ufficiale è il sito di scommesse Circus.nl Sports & Casinò sul davanti e Molecaten sul retro.
|  | Casa |  | Trasferta |  | Terza maglia |

## Organigramma societario
Dal sito internet ufficiale della società.
Area direttiva
- Direttore generale: Xander Czaikowski
- Direttore tecnico: Marcel Boudesteyn
- Direttore finanziario: Simon Hoekstra

Area tecnica
- Allenatore: Johnny Jansen
- Allenatore in seconda: Johan Plat

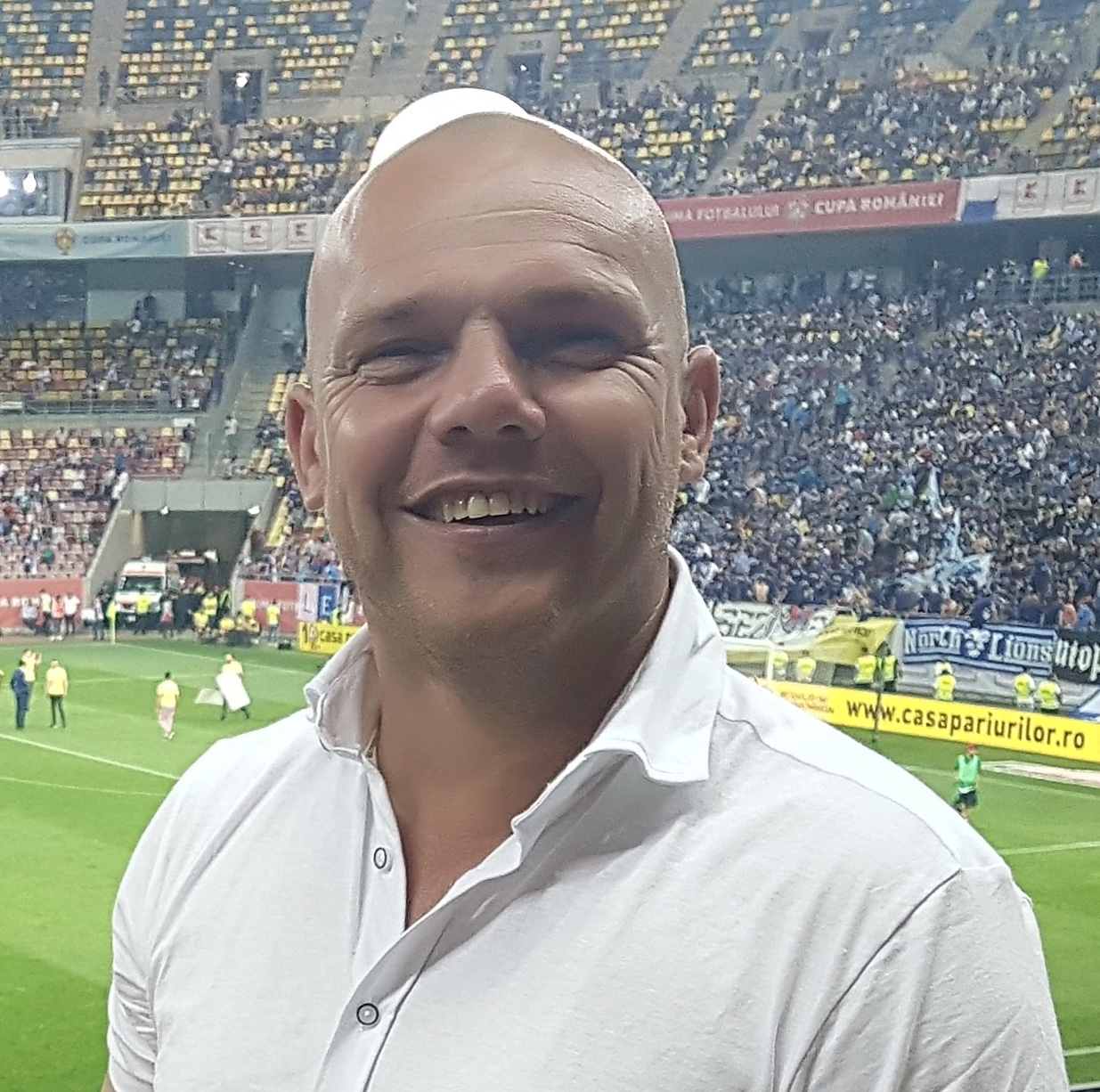
Johnny Jansen, l'allenatore del PEC Zwolle

- Allenatore in terza: Henry van der Vegt
- Allenatore dei portieri: Diederik Boer
- Preparatore offensivo: Dwight Blackson
- Preparatore atletico: Jan Borghuis, Jacco van Olst
- Team manager: Isaak Teunis
- Direttore tecnico: Marcel Boudesteyn
- Direttore del settore giovanile: Alexander Palland

Area medica
- Medici di squadra: Mineke Vegter, Michiel Schouwink
- Fisioterapisti: Suzanne Herpel, Jacco Riemens
- Medico del circolo: Pim van Klij
- Responsabile delle prestazioni: Bram Bembom
- Analista: Brent van Ooijen
- Nutrizionista: Jenny Venema
- Cuoco: Björn Moleman

Area organizzativa
- Direttore finanziario: Edwin Peterman
- Direttore sportivo: Mike Willems
- Responsabile sicurezza: Jan Willem Oldenhuizing
- Segretaria amministrativa e consulente HR: Lisette van der Molen
- Coordinatore eventi: Nicolette Mennega
- Capo dell'amministrazione: Dominique Koopmans
- Assistente amministrativo: Klaas Roeten
- Coordinatore della gestione delle strutture: Anouk Wagenaar

Area marketing
- Direttore area marketing: Rick Schrijver
- Responsabile vendite: Wouter Griekspoor
- Kit manager: Jan de Groot
- Preparatore: Erwin Vloedgraven
- Servizio commerciale: Carola Schoemaker
- Coordinatore Digital, Data & Merchandise: Sem Geerlings

Area comunicazione
- Direttore della comunicazione: Paul Schrijver
- Account manager: Floor Schoonbeek, Rick van Regteren, Sander Buiter
- Organizzazione Concorso e Biglietteria: Janiek Kwakkel
- Responsabile media e contenuti: Nicole Wildeboer
- Creative designer: Stan Wijnbergen
- Addetta al front office: Dembirly Wijngaarde, Maaike Menken

Area scouting
- Osservatore: Ben Hendricks
- Dipendente accademia: Ieke Heetebrij
- Responsabile scouting professionale: Mark Coonen
- Coordinatore scout giovanile: Fons Schutte
- Capo dello scouting giovanile: Martijn Hollewand

## Rosa

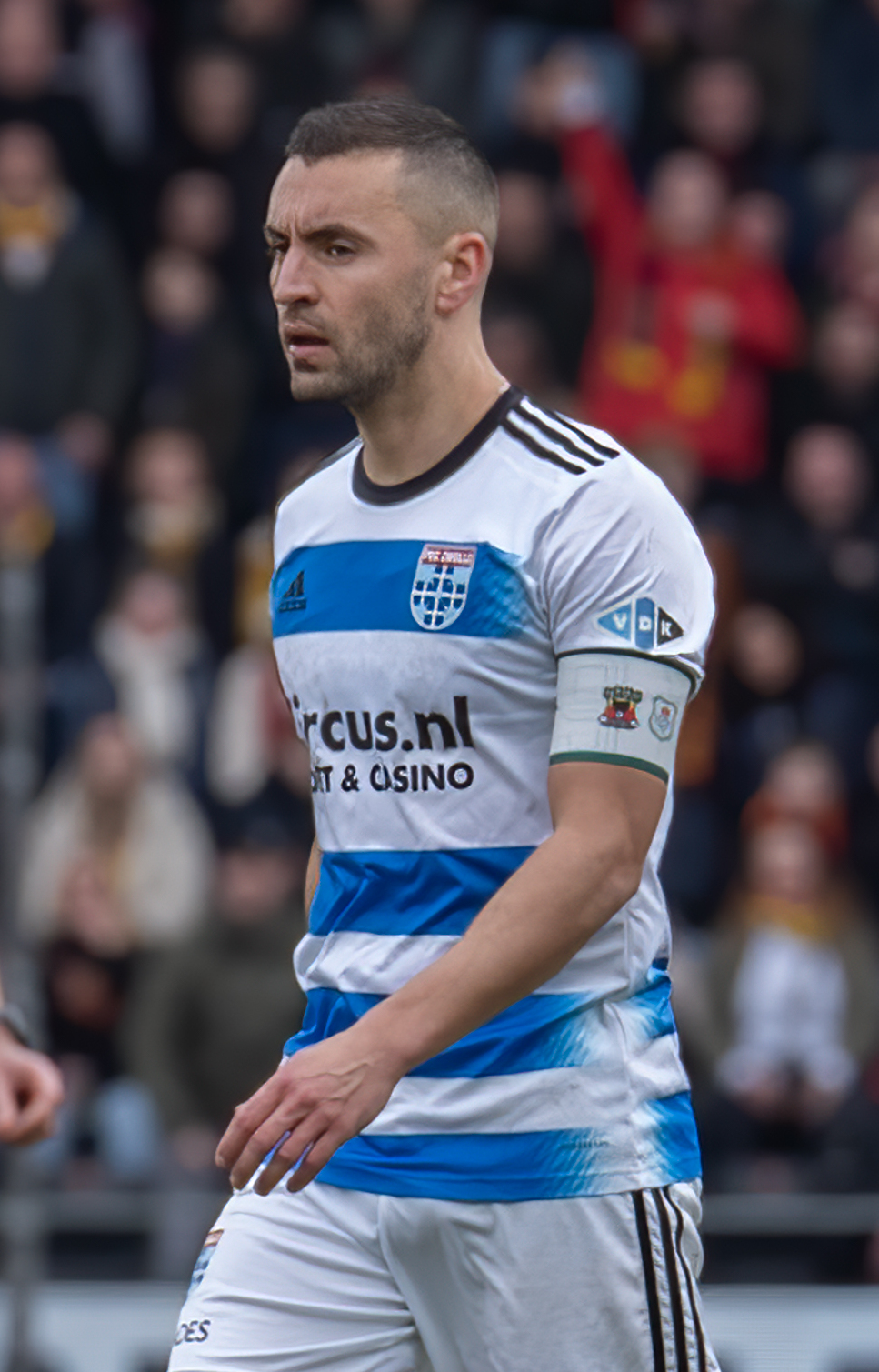
Bram van Polen, il capitano del PEC Zwolle

Rosa tratta dal sito ufficiale.
| N. |                          | Ruolo | Calciatore                   |
| -- | ------------------------ | ----- | ---------------------------- |
| 1  | Paesi Bassi (bandiera)   | P     | Jasper Schendelaar           |
| 2  | Paesi Bassi (bandiera)   | D     | Bram van Polen (capitano)    |
| 3  | Germania (bandiera)      | D     | Luis Görlich                 |
| 4  | Paesi Bassi (bandiera)   | D     | Sam Kersten                  |
| 5  | Paesi Bassi (bandiera)   | D     | Bart van Hintum              |
| 6  | Paesi Bassi (bandiera)   | D     | Anouar El Azzouzi            |
| 7  | Danimarca (bandiera)     | C     | Younes Namli (vice capitano) |
| 8  | Paesi Bassi (bandiera)   | C     | Dean Huiberts                |
| 8  | Paesi Bassi (bandiera)   | A     | Silvester van der Water      |
| 9  | Germania (bandiera)      | A     | Lennart Thy                  |
| 10 | Paesi Bassi (bandiera)   | A     | Ferdy Druijf                 |
| 11 | Paesi Bassi (bandiera)   | C     | Davy van den Berg            |
| 13 | Nuova Zelanda (bandiera) | D     | Thomas Lam                   |
| 14 | Grecia (bandiera)        | A     | Apostolos Vellios            |
| 15 | Irlanda (bandiera)       | D     | Anselmo García MacNulty      |
| 16 | Paesi Bassi (bandiera)   | A     | Divaio Bobson                |
| 17 | Stati Uniti (bandiera)   | C     | Anthony Fontana              |

| N. |                          | Ruolo | Calciatore          |
| -- | ------------------------ | ----- | ------------------- |
| 18 | Paesi Bassi (bandiera)   | C     | Odysseus Velanas    |
| 19 | Spagna (bandiera)        | A     | Nico Serrano        |
| 20 | Germania (bandiera)      | D     | Lennart Czyborra    |
| 21 | Paesi Bassi (bandiera)   | A     | Samir Lagsir        |
| 22 | Paesi Bassi (bandiera)   | A     | Kaj de Rooij        |
| 23 | Paesi Bassi (bandiera)   | C     | Eliano Reijnders    |
| 25 | Paesi Bassi (bandiera)   | P     | Kenneth Vermeer     |
| 28 | Paesi Bassi (bandiera)   | C     | Zico Buurmeester    |
| 30 | Nuova Zelanda (bandiera) | C     | Ryan Thomas         |
| 32 | Paesi Bassi (bandiera)   | D     | Victor Dedes        |
| 33 | Paesi Bassi (bandiera)   | D     | Damian van der Haar |
| 34 | Paesi Bassi (bandiera)   | C     | Nick Fichtinger     |
| 37 | Paesi Bassi (bandiera)   | C     | Mohamed Oukhattou   |
| 38 | Paesi Bassi (bandiera)   | C     | Teun Gijselhart     |
| 40 | Paesi Bassi (bandiera)   | P     | Mike Hauptmeijer    |
| 41 | Paesi Bassi (bandiera)   | P     | Duke Verduin        |
| 50 | Bulgaria (bandiera)      | C     | Filip Krăstev       |

## Calciomercato

### Sessione estiva
| Acquisti         | Acquisti                | Acquisti                 | Acquisti                         |
| R.               | Nome                    | da                       | Modalità                         |
| ---------------- | ----------------------- | ------------------------ | -------------------------------- |
| P                | Kenneth Vermeer         | FC Cincinnati            | gratuito                         |
| D                | Lennart Czyborra        | Genoa                    | prestito oneroso (0,2 milioni €) |
| D                | Anouar El Azzouzi       | Dordrecht                | ?                                |
| D                | Thomas Lam              | Melbourne City           | gratuito                         |
| D                | Anselmo García MacNulty | Wolfsburg                | ?                                |
| C                | Zico Buurmeester        | AZ Alkmaar               | prestito                         |
| C                | Younes Namli            | Sparta Rotterdam         | gratuito                         |
| C                | Eliano Reijnders        | Jong Utrecht             | fine prestito                    |
| C                | Odysseus Velanas        | NAC Breda                | gratuito                         |
| A                | Divaio Bobson           | Eintracht Francoforte II | ?                                |
| A                | Ferdy Druijf            | Rapid Vienna             | prestito                         |
| A                | Nico Serrano            | Athletic Bilbao          | prestito                         |
| Altre operazioni |                         |                          |                                  |
| R.               | Nome                    | da                       | Modalità                         |
| C                | Jenno Campagne          |                          | svincolato                       |
| A                | Stijn Meijer            | Verl                     | fine prestito                    |

| Cessioni         | Cessioni            | Cessioni      | Cessioni                    |
| R.               | Nome                | a             | Modalità                    |
| ---------------- | ------------------- | ------------- | --------------------------- |
| D                | Thomas Beelen       | Feyenoord     | definitivo (2,7 milioni €)  |
| D                | Gabi Caschili       | Cambuur       | ?                           |
| D                | Daijiro Chirino     | Castellón     | definitivo (0,25 milioni €) |
| D                | Jordy Tutuarima     |               | svincolato                  |
| D                | Rav van den Berg    | Middlesbrough | ?                           |
| D                | Bart van Hintum     | ADO Den Haag  | ?                           |
| C                | Melayro Bogarde     | Hoffenheim    | fine prestito               |
| C                | Jimmy Kaparos       | Schalke 04    | gratuito                    |
| C                | Haris Medunjanin    | Castellón     | gratuito                    |
| C                | Tomislav Mrkonjić   |               | svincolato                  |
| C                | Younes Taha         | Twente        | definitivo (1,2 milioni €)  |
| C                | Thomas van den Belt | Feyenoord     | definitivo (0,85 milioni €) |
| C                | Sven Zitman         | TOP Oss       | ?                           |
| A                | Hicham Acheffay     |               | svincolato                  |
| A                | Chardi Landu        |               | svincolato                  |
| A                | Gervane Kastaneer   |               | svincolato                  |
| Altre operazioni |                     |               |                             |
| R.               | Nome                | a             | Modalità                    |
| P                | Jan Hoekstra        | Groningen     | fine prestito               |
| D                | Håkon Gangstad      | Ranheim       | ?                           |
| A                | Stijn Meijer        |               | svincolato                  |
| A                | Joshua Sion         |               | svincolato                  |

### Sessione invernale
| Acquisti         | Acquisti                | Acquisti | Acquisti   |
| R.               | Nome                    | da       | Modalità   |
| ---------------- | ----------------------- | -------- | ---------- |
| C                | Filip Krăstev           | Lommel   | prestito   |
| A                | Kaj de Rooij            |          | svincolato |
| A                | Silvester van der Water | Cambuur  | prestito   |
| Altre operazioni |                         |          |            |
| R.               | Nome                    | da       | Modalità   |

| Cessioni         | Cessioni      | Cessioni        | Cessioni      |
| R.               | Nome          | a               | Modalità      |
| ---------------- | ------------- | --------------- | ------------- |
| C                | Dean Huiberts | Beerschot VA    | prestito      |
| A                | Nico Serrano  | Athletic Bilbao | fine prestito |
| Altre operazioni |               |                 |               |
| R.               | Nome          | a               | Modalità      |
| D                | Luis Görlich  | Bryne           | ?             |

## Risultati

### Eredivisie

#### Girone di andata
| Arbitro: | Kooij |

|         |           |                                  |
| Thy 82’ | Marcatori | 13’ (aut.) Kersten 70’ Lauritsen |

| Arbitro: | Gözübüyük |

|                                                 |           |                   |
| Sadílek 18’ Steijn 76’ Schendelaar 90+4’ (aut.) | Marcatori | 33’ (rig.) Druijf |

| Arbitro: | Gerrets |

|                   |           |  |
| Druijf 69’ (rig.) | Marcatori |  |

| Arbitro: | Nagtegaal |

|              |           |                               |
| Jacobs 90+6’ | Marcatori | 4’ van den Berg 90+7’ Vellios |

| Arbitro: | Dieperink |

|               |           |               |
| Reijnders 52’ | Marcatori | 70’ Edvardsen |

| Arbitro: | van de Graaf |

|  |           |                                          |
|  | Marcatori | 13’ Lahdo 52’ van Brederode 90’ Paulidīs |

| Arbitro: | Nijhuis |

|                         |           |         |
| Hansson 69’ (rig.), 82’ | Marcatori | 53’ Thy |

| Arbitro: | van der Eijk |

|  |           |                  |
|  | Marcatori | 21’, 54’ Giménez |

| Arbitro: | van der Laan |

|                      |           |                                    |
| Baas 39’ Parrott 84’ | Marcatori | 47’ Namli 66’, 81’ Vellios 73’ Thy |

| Arbitro: | Hensgens |

|             |           |           |
| Manhoef 88’ | Marcatori | 25’ Namli |

| Arbitro: | Makkelie |

|                              |           |  |
| van den Berg 42’ Velanas 90’ | Marcatori |  |

| Arbitro: | Oostrom |

|                                           |           |  |
| Lozano 5’ Til 28’ de Jong 57’ Tillman 78’ | Marcatori |  |

| Arbitro: | van den Kerkhof |

|                  |           |                           |
| van den Berg 29’ | Marcatori | 14’ Stevanović 50’ Lokesa |

| Arbitro: | Higler |

|  |           |                                          |
|  | Marcatori | 59’ Velanas 62’, 67’, 87’ Druijf 82’ Thy |

| Arbitro: | van Boekel |

|           |           |                                     |
| Namli 75’ | Marcatori | 43’ Tavşan 46’ van Rooij 90+2’ Baas |

| Arbitro: | Kooij |

|                  |           |              |
| Brobbey 35’, 48’ | Marcatori | 60’, 89’ Thy |

| Arbitro: | Makkelie |

|                   |           |                                |
| Namli 64’ Thy 73’ | Marcatori | 7’ (rig.) Tahiri 90+1’ Nunnely |

#### Girone di ritorno
| Arbitro: | Lindhout |

|                                   |           |                     |
| Paulidīs 77’ (rig.) Mijnans 90+4’ | Marcatori | 57’ Thy 86’ Velanas |

| Arbitro: | Gerrets |

|               |           |  |
| Reijnders 16’ | Marcatori |  |

| Arbitro: | Manschot |

|  |           |                          |
|  | Marcatori | 26’ Lam 70’ van den Berg |

| Arbitro: | Higler |

|                    |           |         |
| Deijl 90+9’ (rig.) | Marcatori | 77’ Thy |

| Arbitro: | Vos |

|  |           |             |
|  | Marcatori | 69’ Robinet |

| Arbitro: | Bos |

|               |           |                                                                     |
| Reijnders 41’ | Marcatori | 29’, 61’ Bakayoko 32’, 51’, 71’ de Jong 73’ (aut.) Kersten 86’ Pepi |

| Arbitro: | Hensgens |

|                                        |           |  |
| Tahiri 45+2’ (rig.) van Amersfoort 67’ | Marcatori |  |

| Arbitro: | van Boekel |

|                  |           |            |
| van den Berg 55’ | Marcatori | 70’ Mirani |

| Arbitro: | Nagtegaal |

|                                        |           |           |
| Sierhuis 37’ Lonwijk 59’ da Cruz 90+1’ | Marcatori | 90+3’ Thy |

| Arbitro: | Manschot |

|             |           |                             |
| Krăstev 72’ | Marcatori | 12’ Hlynsson 24’, 84’ Akpom |

| Arbitro: | Gözübüyük |

|                                                      |           |         |
| Lammers 47’ Toornstra 49’ Lidberg 77’, 79’ Blake 88’ | Marcatori | 60’ Thy |

| Arbitro: | Peréz |

|                                 |           |                 |
| García MacNulty 18’ Velanas 66’ | Marcatori | 86’ Duijvestijn |

| Arbitro: | Higler |

|                       |           |                     |
| Ogawa 47’, 53’ (rig.) | Marcatori | 10’ Lam 68’ Velanas |

| Arbitro: | Gözübüyük |

|                                         |           |                 |
| Thy 16’ van der Water 69’ Krăstev 90+3’ | Marcatori | 45+2’ Vejinović |

| Arbitro: | Nagtegaal |

|                                                              |           |  |
| Ueda 33’ Ivanušec 41’ Giménez 67’ (rig.), 82’ Geertruida 80’ | Marcatori |  |

| Arbitro: | Nijhuis |

|                |           |         |
| Margaret 90+1’ | Marcatori | 61’ Thy |

| Arbitro: | Higler |

|                     |           |                                     |
| García MacNulty 62’ | Marcatori | 59’ Rots 80’ (rig.) van Wolfswinkel |

### Coppa d'Olanda
| Arbitro: | Rozendal |

|          |           |  |
| Been 86’ | Marcatori |  |

## Statistiche

### Statistiche di squadra
| Competizione | Punti | In casa | In casa | In casa | In casa | In casa | In casa | In trasferta | In trasferta | In trasferta | In trasferta | In trasferta | In trasferta | Totale | Totale | Totale | Totale | Totale | Totale | DR  |
| Competizione | Punti | G       | V       | N       | P       | Gf      | Gs      | G            | V            | N            | P            | Gf           | Gs           | G      | V      | N      | P      | Gf     | Gs     | DR  |
| ------------ | ----- | ------- | ------- | ------- | ------- | ------- | ------- | ------------ | ------------ | ------------ | ------------ | ------------ | ------------ | ------ | ------ | ------ | ------ | ------ | ------ | --- |
| Eredivisie   | 36    | 17      | 5       | 3       | 9       | 19      | 31      | 17           | 4            | 6            | 7            | 26           | 36           | 34     | 9      | 9      | 16     | 45     | 67     | -22 |
| KNVB Beker   | -     | -       | -       | -       | -       | -       | -       | 1            | 0            | 0            | 1            | 0            | 1            | 1      | 0      | 0      | 1      | 0      | 1      | -1  |
| Totale       | -     | 17      | 5       | 3       | 9       | 19      | 31      | 18           | 4            | 6            | 8            | 26           | 37           | 35     | 9      | 9      | 17     | 45     | 68     | -23 |

### Andamento in campionato
| Giornata  | 1  | 2  | 3  | 4  | 5 | 6  | 7  | 8  | 9 | 10 | 11 | 12 | 13 | 14 | 15 | 16 | 17 | 18 | 19 | 20 | 21 | 22 | 23 | 24 | 25 | 26 | 27 | 28 | 29 | 30 | 31 | 32 | 33 | 34 |
| --------- | -- | -- | -- | -- | - | -- | -- | -- | - | -- | -- | -- | -- | -- | -- | -- | -- | -- | -- | -- | -- | -- | -- | -- | -- | -- | -- | -- | -- | -- | -- | -- | -- | -- |
| Luogo     | C  | T  | C  | T  | C | C  | T  | C  | T | T  | C  | T  | C  | T  | C  | T  | C  | T  | C  | T  | T  | C  | C  | T  | C  | T  | C  | T  | C  | T  | C  | T  | T  | C  |
| Risultato | P  | P  | V  | V  | N | P  | P  | P  | V | N  | V  | P  | P  | V  | P  | N  | N  | N  | V  | V  | N  | P  | P  | P  | N  | P  | P  | P  | V  | N  | V  | P  | N  | P  |
| Posizione | 12 | 14 | 14 | 10 | 8 | 11 | 11 | 12 | 9 | 9  | 8  | 8  | 11 | 8  | 11 | 11 | 10 | 10 | 9  | 8  | 8  | 10 | 11 | 13 | 13 | 13 | 13 | 14 | 14 | 13 | 11 | 12 | 12 | 12 |

Legenda:

Luogo: C = Casa; T = Trasferta. Risultato: V = Vittoria; N = Pareggio; P = Sconfitta.

### Statistiche dei giocatori
In corsivo i calciatori che hanno lasciato la squadra a stagione in corso.
| Giocatore          | Eerste Divisie | Eerste Divisie | Eerste Divisie | Eerste Divisie | Coppa d'Olanda | Coppa d'Olanda | Coppa d'Olanda | Coppa d'Olanda | Totale   | Totale | Totale      | Totale     |
| Giocatore          | Presenze       | Reti           | Ammonizioni    | Espulsioni     | Presenze       | Reti           | Ammonizioni    | Espulsioni     | Presenze | Reti   | Ammonizioni | Espulsioni |
| ------------------ | -------------- | -------------- | -------------- | -------------- | -------------- | -------------- | -------------- | -------------- | -------- | ------ | ----------- | ---------- |
| D. Bobson          | 3              | 0              | 0              | 0              | 0              | 0              | 0              | 0              | 3        | 0      | 0           | 0          |
| Z. Buurmeester     | 17             | 0              | 0              | 1              | 1              | 0              | 0              | 0              | 18       | 0      | 0           | 1          |
| L. Czyborra        | 5              | 0              | 1              | 0              | 1              | 0              | 0              | 0              | 6        | 0      | 1           | 0          |
| K. de Rooij        | 5              | 0              | 1              | 0              | -              | -              | -              | -              | 5        | 0      | 1           | 0          |
| F. Druijf          | 15             | 5              | 2              | 0              | 0              | 0              | 0              | 0              | 15       | 5      | 2           | 0          |
| A. El Azzouzi      | 22             | 0              | 5              | 1              | 0              | 0              | 0              | 0              | 22       | 0      | 5           | 1          |
| N. Fichtinger      | 6              | 0              | 2              | 0              | 0              | 0              | 0              | 0              | 6        | 0      | 2           | 0          |
| A. Fontana         | 4              | 0              | 0              | 0              | 0              | 0              | 0              | 0              | 4        | 0      | 0           | 0          |
| A. García MacNulty | 31             | 2              | 10             | 0              | 1              | 0              | 0              | 0              | 32       | 2      | 10          | 0          |
| T. Gijselhart      | 1              | 0              | 0              | 0              | 0              | 0              | 0              | 0              | 1        | 0      | 0           | 0          |
| M. Hauptmeijer     | 2              | -3             | 0              | 0              | 1              | -1             | 0              | 0              | 3        | -4     | 0           | 0          |
| D. Huiberts        | 5              | 0              | 0              | 0              | 1              | 0              | 0              | 0              | 6        | 0      | 0           | 0          |
| S. Kersten         | 34             | 0              | 3              | 0              | 1              | 0              | 0              | 0              | 35       | 0      | 3           | 0          |
| F. Krăstev         | 13             | 2              | 2              | 0              | -              | -              | -              | -              | 13       | 2      | 2           | 0          |
| S. Lagsir          | 0              | 0              | 0              | 0              | 0              | 0              | 0              | 0              | 0        | 0      | 0           | 0          |
| T. Lam             | 31             | 2              | 5              | 0              | 0              | 0              | 0              | 0              | 31       | 2      | 5           | 0          |
| Y. Namli           | 30             | 4              | 5              | 0              | 1              | 0              | 0              | 0              | 31       | 4      | 5           | 0          |
| M. Oukhattou       | 2              | 0              | 0              | 0              | 0              | 0              | 0              | 0              | 2        | 0      | 0           | 0          |
| E. Reijnders       | 32             | 3              | 2              | 0              | 1              | 0              | 0              | 0              | 33       | 3      | 2           | 0          |
| J. Schendelaar     | 32             | -64            | 1              | 0              | 0              | -0             | 0              | 0              | 32       | -64    | 1           | 0          |
| N. Serrano         | 10             | 0              | 1              | 0              | 1              | 0              | 0              | 0              | 11       | 0      | 1           | 0          |
| L. Thy             | 32             | 13             | 1              | 0              | 1              | 0              | 0              | 0              | 33       | 13     | 1           | 0          |
| R. Thomas          | 7              | 0              | 1              | 0              | 0              | 0              | 0              | 0              | 7        | 0      | 1           | 0          |
| D. van den Berg    | 30             | 5              | 7              | 0              | 1              | 0              | 0              | 0              | 31       | 5      | 7           | 0          |
| D. van der Haar    | 16             | 0              | 1              | 0              | 1              | 0              | 0              | 0              | 17       | 0      | 1           | 0          |
| S. van der Water   | 12             | 1              | 0              | 0              | -              | -              | -              | -              | 12       | 1      | 0           | 0          |
| B. van Hintum      | 3              | 0              | 1              | 0              | -              | -              | -              | -              | 3        | 0      | 1           | 0          |
| B. van Polen       | 31             | 0              | 6              | 0              | 1              | 0              | 0              | 0              | 32       | 0      | 6           | 0          |
| O. Velanas         | 31             | 5              | 5              | 0              | 1              | 0              | 0              | 0              | 32       | 5      | 5           | 0          |
| A. Vellios         | 27             | 3              | 4              | 0              | 1              | 0              | 0              | 0              | 28       | 3      | 4           | 0          |
| D. Verduin         | 0              | -0             | 0              | 0              | 0              | -0             | 0              | 0              | 0        | -0     | 0           | 0          |
| K. Vermeer         | 0              | -0             | 0              | 0              | 0              | -0             | 0              | 0              | 0        | -0     | 0           | 0          |